# خربق أسود
الخَربَق الأسود   (باللاتينية: Veratrum nigrum) نوع نباتي يتبع جنس الخَربَق من الفصيلة الحوذانية.

## البيئة والانتشار
ينتشر في اليونان والبلقان ووسط أوروبا.

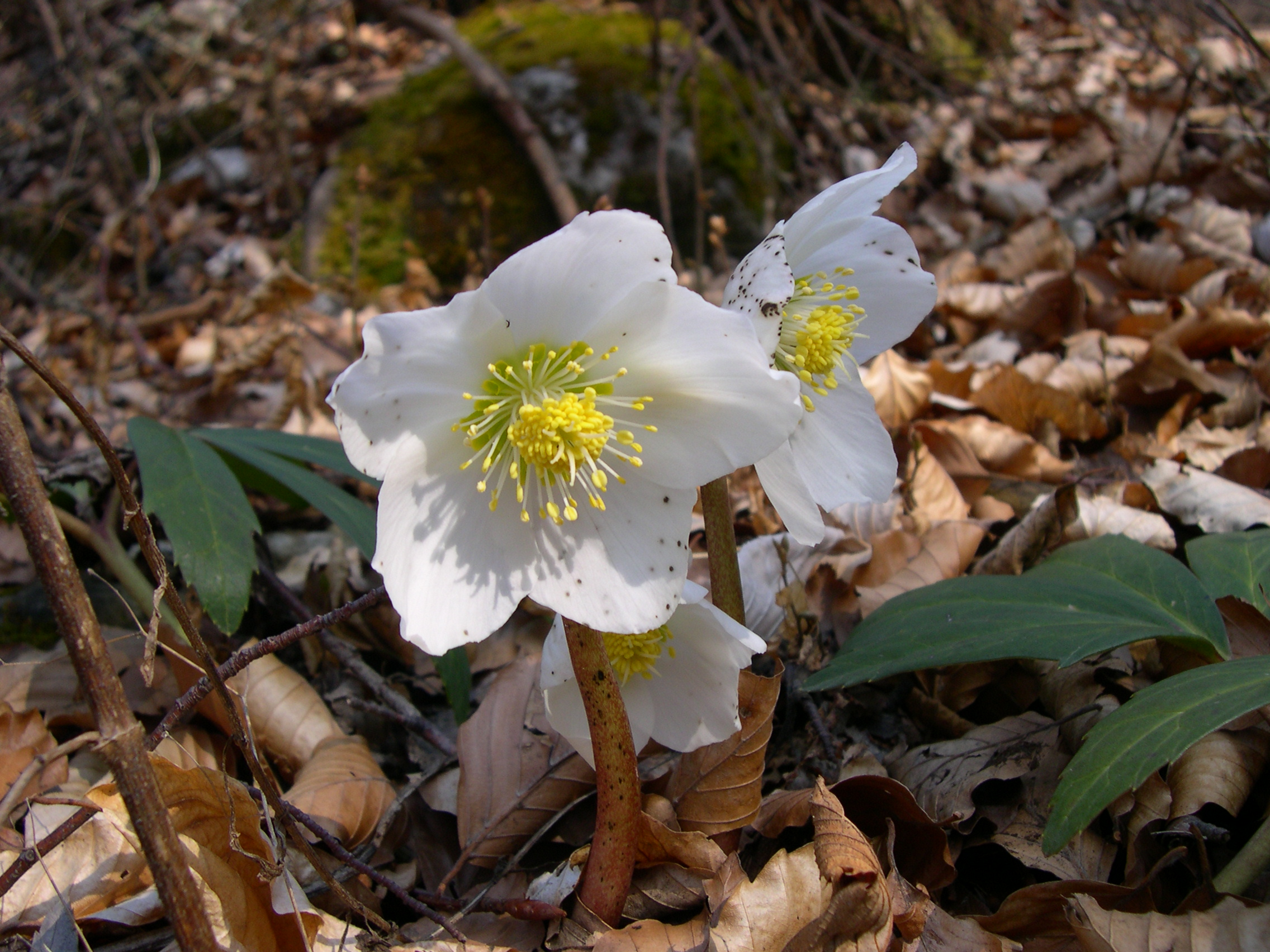
زهرة الخربق الأسود

## مرادفات للاسم العلمي
- Helleborus niger